# Sulibórz (powiat choszczeński)
Sulibórz (niem. Groß Silber) – osada sołecka w Polsce położona w województwie zachodniopomorskim, w powiecie choszczeńskim, w gminie Recz. W latach 1975–1998 miejscowość administracyjnie należała do województwa gorzowskiego. W roku 2007 osada liczyła 159 mieszkańców.
Leśniczówka wchodząca w skład sołectwa: Bytowo.

## Geografia
Osada leży ok. 8 km na północny wschód od Recza, przy drodze wojewódzkiej nr 151, między Suliborkiem a Ińskiem, przy trasie byłej kolei wąskotorowej Kozy - Poźrzadło Dwór.

## Historia
Osada o metryce średniowiecznej, założona na prawie polskim, na tzw. surowym korzeniu przed 1296 r. jako Sylber. Od XIV wieku do k. XVIII wieku Sulibórz stanowił własność rodu von Wedel. Osada została zniszczona w 1410 r. podczas wojny polsko-krzyżackiej. W 1491 r. wymienia się proboszcza Johanna Schrödera, któremu powierzono zarząd świątyni na trzy lata. Patronami kościoła byli zawsze właściciele majątku w Suliborzu. W 1492 r. występuje w źródłach jako Groten Silber. Podczas wojny trzydziestoletniej (1618–1648) Sulibórz został doszczętnie zniszczony przez wojska cesarskie. W 1714 r. właścicielem osady był Adam Matz von Wedel. W 1748 r. pożar strawił prawie cały Sulibórz. W 1744 r. do szkoły uczęszczało 34 dzieci Pod koniec XVIII wieku Wedlowie sprzedali majątek rodzinie Zimmermann - urzędnikom królewskim. W 1816 r. po reformie administracyjnej w Prusach wieś przyłączono do powiatu Szadzko w prowincji pomorskiej (odłączając tym samym od Brandenburgii). W 1832 r. majątek ziemski Sulibórz stał się własnością Alberta A. Mätzke. W 1878 r. majątek nabył von Rabe z Berlina, znacznie rozbudował folwark liczący wówczas 1 043 ha, zbudował gorzelnię. W latach 20. XX wieku majątek przejęła rodzina Büttner, który pozostał w jej rękach do 1945 r. W 1945 r. wieś znalazła się na linii frontu, zrujnowana została większość zabudowań – głównie zagród chłopskich, kościół, pałac. Wieś została zasiedlona z dość znacznym opóźnieniem. Majątek upaństwowiono, później funkcjonowała tu Rolnicza spółdzielnia produkcyjna potem powstało Państwowe Gospodarstwo Rolne, od 1991 r. w zasobach Agencji Własności Rolnej Skarbu Państwa. Obecnie częściowo wydzierżawiony.

## Zabytki
Do wojewódzkiego rejestru zabytków wpisane są:
- kościół pw. św. Wojciecha z XV wieku i z końca XIX wieku, odbudowany po 1990 r. Kościół filialny, rzymskokatolicki należący do parafii pw. Chrystusa Króla w Reczu, dekanatu Choszczno, archidiecezji szczecińsko-kamieńskiej, metropolii szczecińsko-kamieńskiej. W świątyni znajduje się dzwon z 1557 wykonany przez stargardzkiego ludwisarza Josta van Westena[6]
  - cmentarz przykościelny.